# Lutgarda de Sajonia
Lutgarda de Sajonia (h. 845–17 de noviembre de 885) fue la esposa y reina de Luis el joven, el rey franco de Sajonia y Francia Oriental.

## Biografía
Nació entre el año 840 y 850, hija de Ludolfo, duque de los sajones orientales (n. 805–820, m. 12 de marzo de 866), y de Oda Billung (n. 805–806, m. 17 de mayo de 913).
Se casó con Luis el Joven - quien ya había estado comprometido con una hija del conde Adalardo - el 29 de noviembre de 874 en Aschaffenburg. Tuvieron dos hijos:
- Luis (877–879)
- Hildegarda (h. 879–después de 899), quien se convirtió en una monja de Chiemsee, Baviera.

Después de la muerte de su esposo, se casó en 882 con Burcardo I, duque de Suabia (n. entre 855 y 860 – m. 5 de noviembre de 911). Tuvieron tres hijos:
- Burcardo II, duque de Suabia (nacido 883–884, m. 28 de abril de 926)
- Udalrich de Suabia (n. entre 884 y 885, m. 30 de septiembre de 885)[1]
- Dietpirch de Suabia (también conocida como Teoberga); se casó con Hupaldo, conde de Dillingen (m. 909).[2] Sus hijos incluyeron Ulrico de Augsburgo.[3]

Lutgarda destacó especialmente por su fuerte voluntad y ambición política.
| Predecesor: Adelaida de París | Reina consorte de Lotaringia 876-882                                            | Sucesor: Ricarda |
| Predecesor: Emma de Altdorf   | Reina consorte de Francia Oriental (Alemania) Reina consorte de Sajonia 879-882 | Sucesor: Ricarda |
| Predecesor: Emma de Altdorf   | Reina consorte de Baviera 880-882                                               | Sucesor: Ricarda |